# Garibaldi FS
Garibaldi FS is een ondergronds metrostation in de Italiaanse stad Milaan dat werd geopend op 21 juli 1971 en wordt bediend door de metrolijnen 2 en 5 van de metro van Milaan alsmede het stadsgewestelijk net van Milaan.

## Geschiedenis
Begin jaren vijftig van de twintigste eeuw werden plannen uitgewerkt voor een zakenwijk, vlak ten noordwesten van de oude binnenstad, en voor een metronet in Milaan. In het metroplan van 1952 waren drie metrostations, CD1, CD2 en CD3, op korte afstand van elkaar opgenomen onder de beoogde zakenwijk. De zakenwijk zelf, het Centro Direzionale (CD), werd in 1953 opgenomen in het bestemmingsplan. In 1959 kwam het Milanese vervoersbedrijf (ATM) met een voorstel om interlokale tramlijnen buiten de stad op vrije banen te leggen en die uit Brianza via een tunnel door te trekken tot CD1. CD1 zou worden gebouwd als kruisingsstation van de groene en de blauwe lijn. Bovengronds werd op de locatie CD1 op 5 november 1961 een provisorium geopend als vervanging van station Porta Nuova dat plaats moest maken voor het Centro Direzionale. Het stationsgebouw van kopstation Milano Porta Garibaldi werd opgetrokken tussen 1961 en 1963. 
De werkzaamheden voor metrolijn 2 begonnen eind 1964 met de bouw van een ondergronds station vlak ten zuidoosten van het spoorwegstation. De twee eilandperrons onder de kop van de Corso Como liggen tussen vier spoorbakken. De binnenste twee spoorbakken zijn gebouwd voor de lijn naar Brianza maar daar nooit voor gebruikt. De sporen van lijn 2 vloeien aan de noordkant van de perrons in de middelste spoorbakken terwijl de buitenste spoorbakken, die bedoeld waren voor de metro, ongebruikt bleven tot de aanleg van lijn 5. Het eilandperron voor lijn 4 zou op niveau -4 bijna haaks op de perrons onder de Corso Como voor de zuidgevel van het spoorwegstation komen. De plannen voor zowel het Centro Direzionale als de metro veranderden in de loop der tijd en op 9 maart 1970 waren de metrostations direct ten noorden, CD2, en direct ten zuiden, 25 Aprile, van CD1 geschrapt en was CD1 omgedoopt in Garibaldi FS. Op 21 juli 1971 werd Garibaldi FS het westelijke eindpunt van lijn 2, sinds 3 maart 1978 rijden de metro's ook ten zuiden van Garibaldi FS. In die periode bleek ook dat lijn 2 regelmatig overbelast raakte door overstappers tussen trein en metro, terwijl de bouw van lijn 4 op zich liet wachten. 
Het vervoersconcept uit 1931 met kopstations rond het centrum bleek de grote hoeveelheid overstappers niet aan te kunnen en in 1983 werd besloten tot de aanleg van de Passante Ferroviario zodat forensen zonder overstap op de metro tot in het centrum kunnen komen. Het perron van de passante werd gebouwd op de plaats die bestemd was voor lijn 4, zij het een niveau lager. Op 21 december 1997 werd de passante geopend met een pendeldienst en vanaf 2004 is die volledig in gebruik. Behalve de 5 lijnen van de suburbane in het station handelt het bovengrondse station nog drie andere lijnen van de suburbane af. In 1999 werd de bouw van een metrolijn voorgesteld die vanaf Garibaldi FS naar Bignami zou lopen, omdat lijn 4 nog in de plannen stond kreeg deze lijn nummer 5. De oostelijke spoorbak is toen van rails voorzien om materieel voor lijn 5 te kunnen uitwisselen via een verbindingstunnel aangezien lijn 5 niet over een eigen werkplaats beschikt. Na de voltooiing van de passante, die een groot deel van het verzorgingsgebied van de oorspronkelijke lijn 4 dekt, werd lijn 4 in 2005 geheel herzien maar het oorspronkelijk westelijke deel van die lijn stond nog wel op het verlanglijstje. Dit deel zou eerst als aparte lijn worden gebouwd maar in 2006 werd besloten om lijn 5 te koppelen aan de lijn naar het westen. De bouw begon in 2007 en op 1 maart 2014 werd Garibaldi FS het zuidelijke eindpunt. In het kader van de Expo 2015 werd op 29 april 2015 de lijn ten westen van Garibaldi FS met een beperkt aantal stations in gebruik genomen.

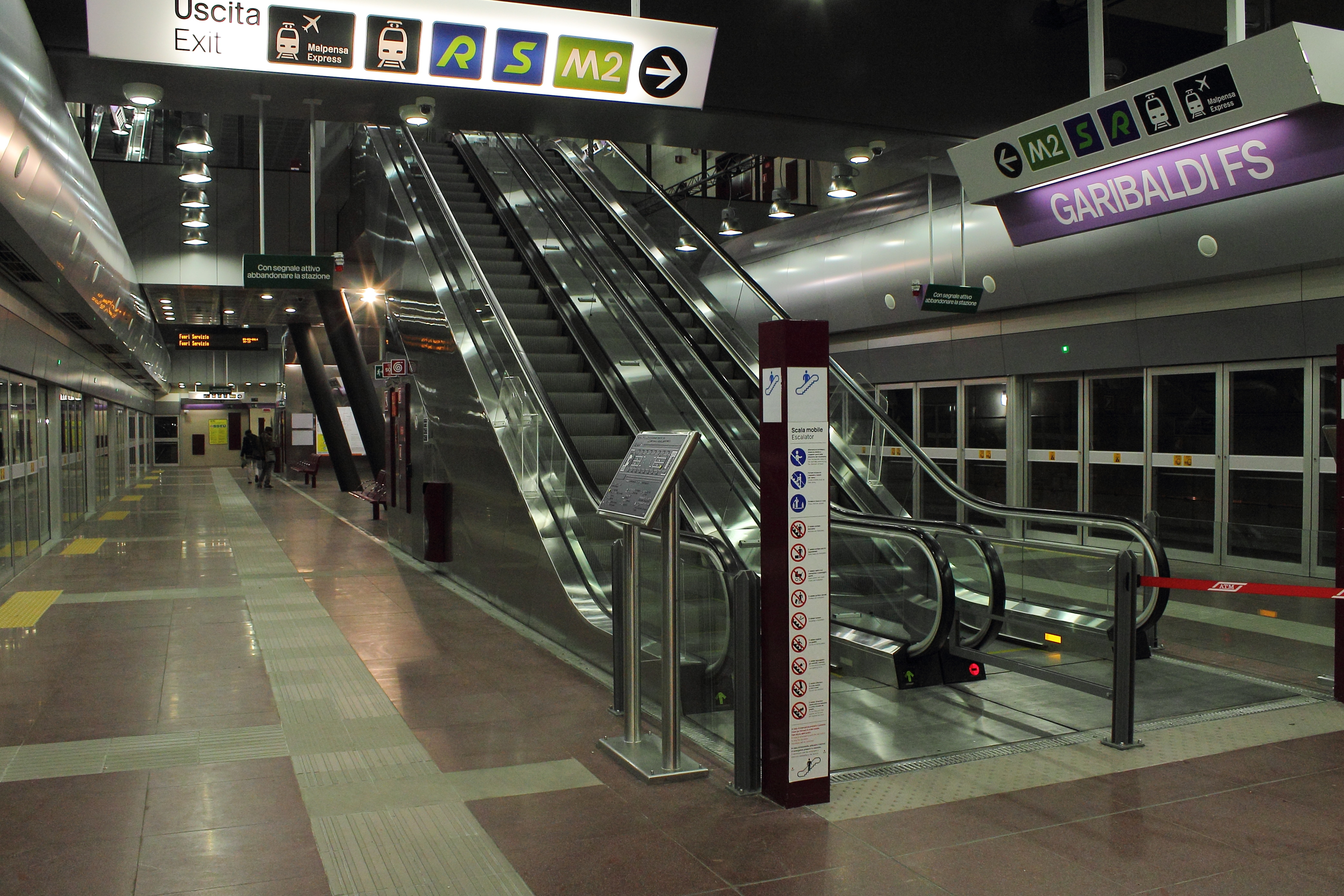
De roltrappen tussen lijn 5 en de tussenverdieping
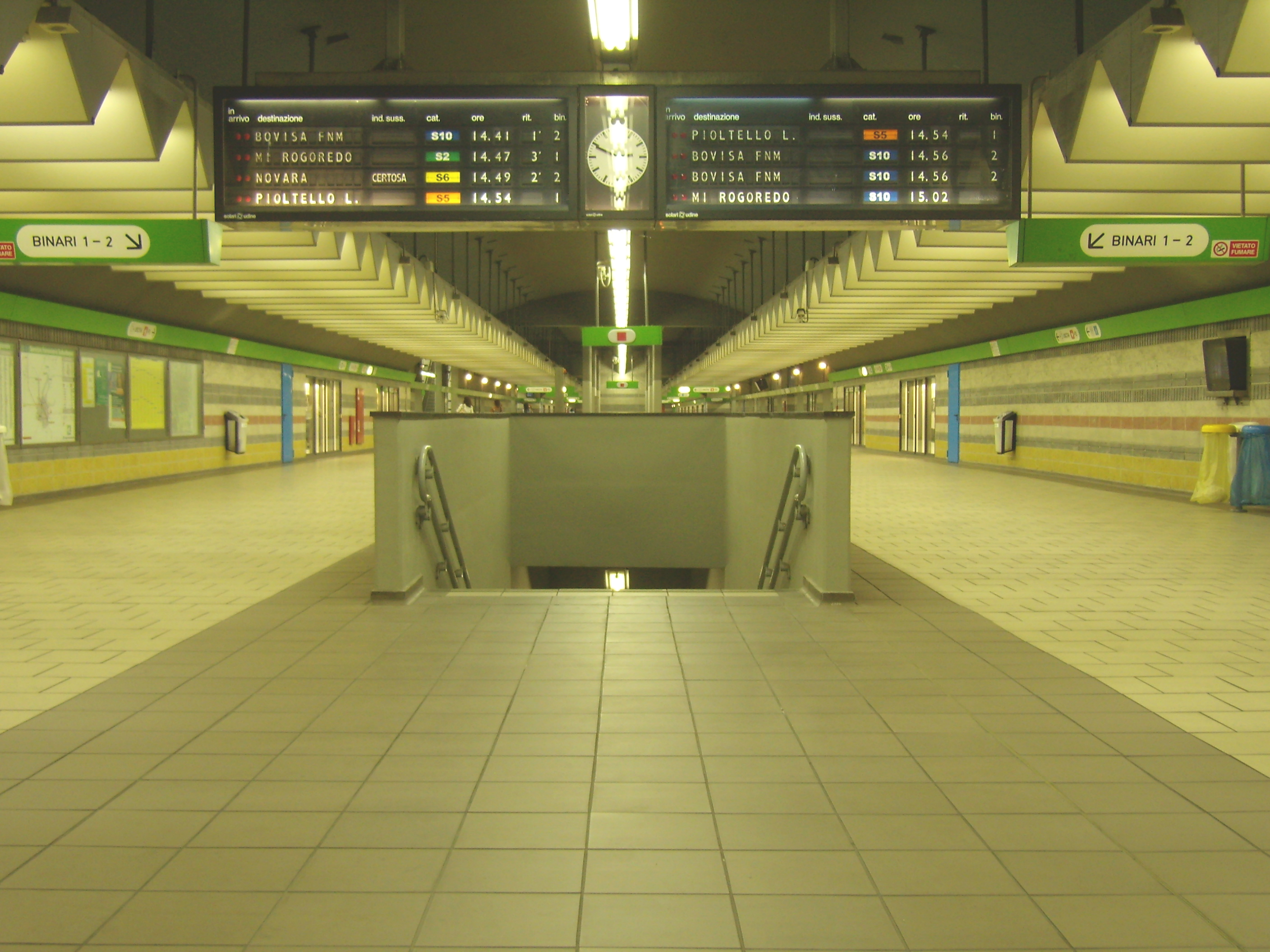
De verdeelhal van de passante
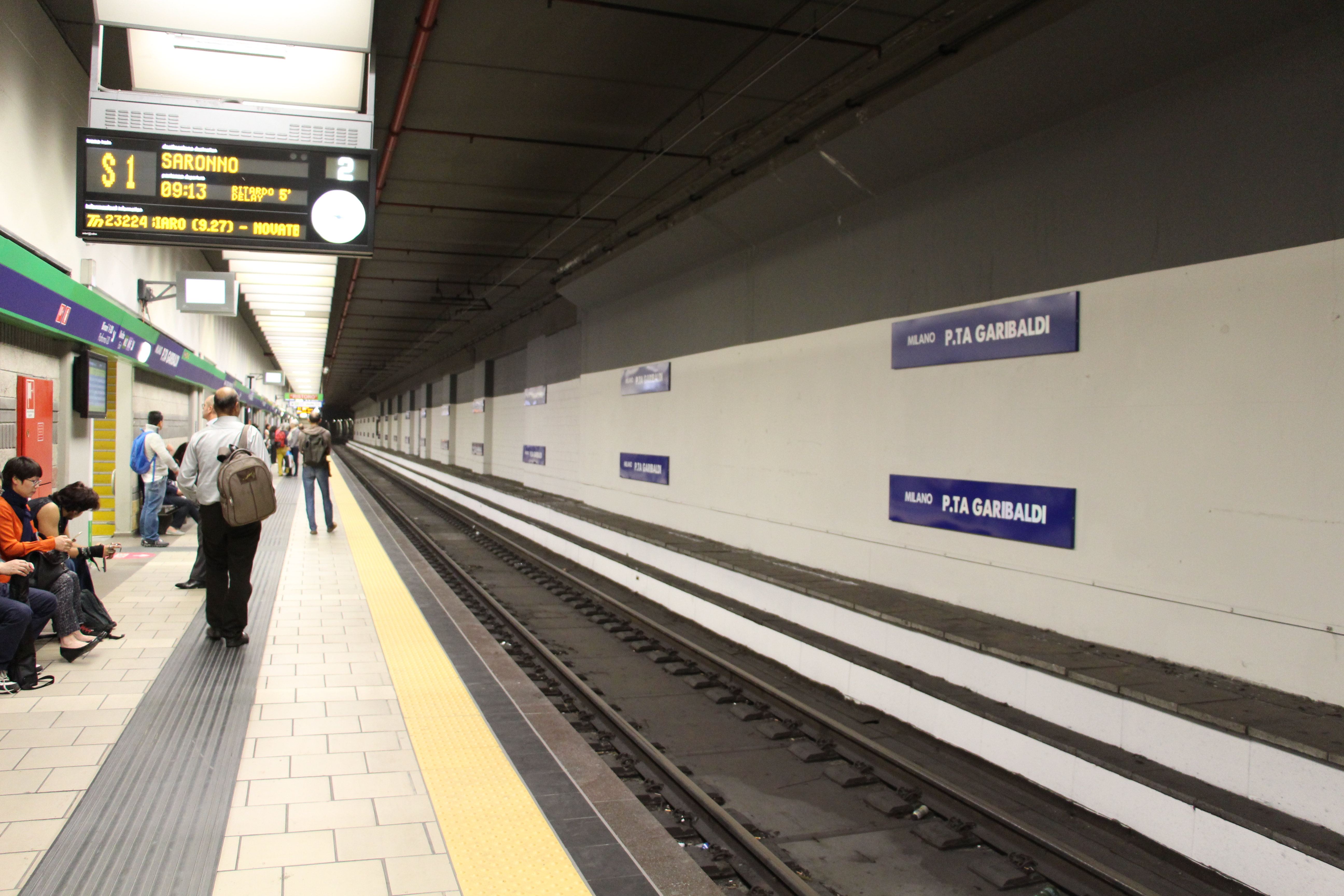
De passante

## Ligging en inrichting
De ondergrondse perrons liggen allemaal aan de zuidkant van station Milano Porta Garibaldi onder de Viale Luigi Sturzo. De verdeelhal van de metro bevindt zich op niveau -2 in het verlengde van de Corso Como, die van de passante ligt op niveau -4 parallel aan de sporen van het bovengrondse station. Beide verdeelhallen zijn toegankelijk vanuit de voetgangerstunnel onder de Viale Luigi Sturzo die tevens toegang biedt tot de tramhaltes op het plein. De verdeelhal van de passante is aan de noordzijde via roltrappen verbonden met de kleder van het spoorwegstation. Het eilandperron van de passante ligt op niveau -5 en is met meerdere trappen en liften verbonden met de verdeelhal direct boven het perron. Het eilandperron van lijn 5 ligt naast de verdeelhal van de passante op niveau -4 en is bereikbaar vanaf een tussenverdieping op niveau -3 die op zijn beurt met roltrappen verbonden is met de beide verdeelhallen. De perrons van lijn 2 zijn van bovenaf met verschillende trappen bereikbaar vanuit de verdeelhal, overstappers kunnen vanaf de perrons afdalen naar een overstaptunnel op niveau -4 die verbonden is met de verdeelhal van de passante. Op het oostelijke perron zijn gekleurde blokken geplaatst als zitjes voor reizigers. Voor de voltooiing van lijn 5 is op het oostelijke spoor een tram tentoongesteld. Aan de zuidkant van de perrons ligt een kruiswissel en een kopspoor waar de sneltrams uit Brianza hadden kunnen keren. Deze keer mogelijkheid is echter in de periode 1971 – 1978 gebruikt door de metro die daarom ook gebruik maakt van de middelste spoorbakken. De voor de metro gebouwde buitenste spoorbakken zijn aan de zuidkant van een eindwand voorzien en nooit gebruikt door lijn 2. Aan de noordkant van de perrons liggen twee enkelsporige tunnelbuizen in het verlengde van de buitenste spoorbakken die worden gebruikt door lijn 2. Daartussen ligt een dubbelsporige tunnel die over de westelijke tunnelbuis heen loopt en verder naar het noorden zou doorlopen onder de Via Pietro Borsieri.           

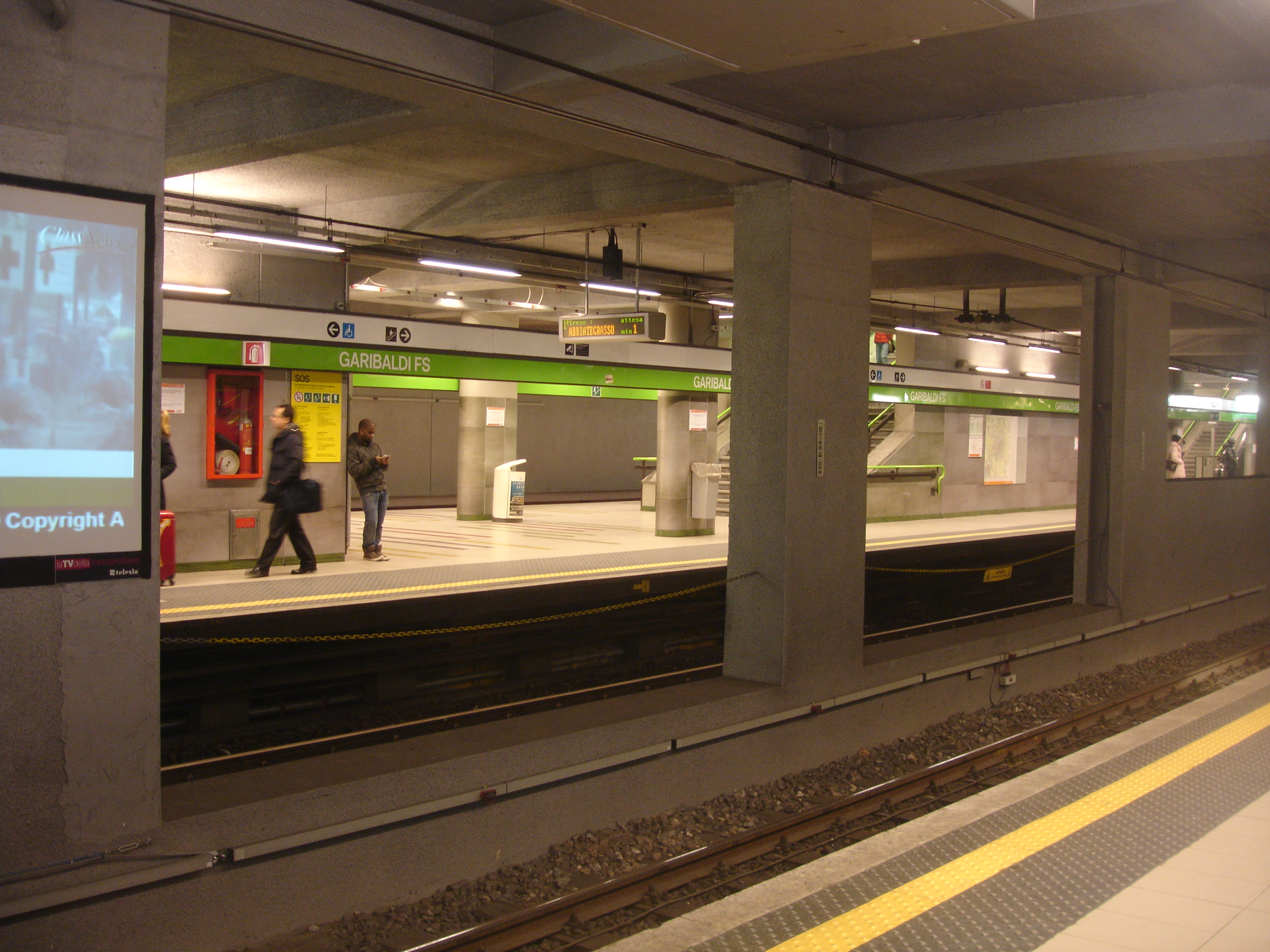
De sporen en perrons van lijn 2 met de dragende zuilen tussen de spoorbakken
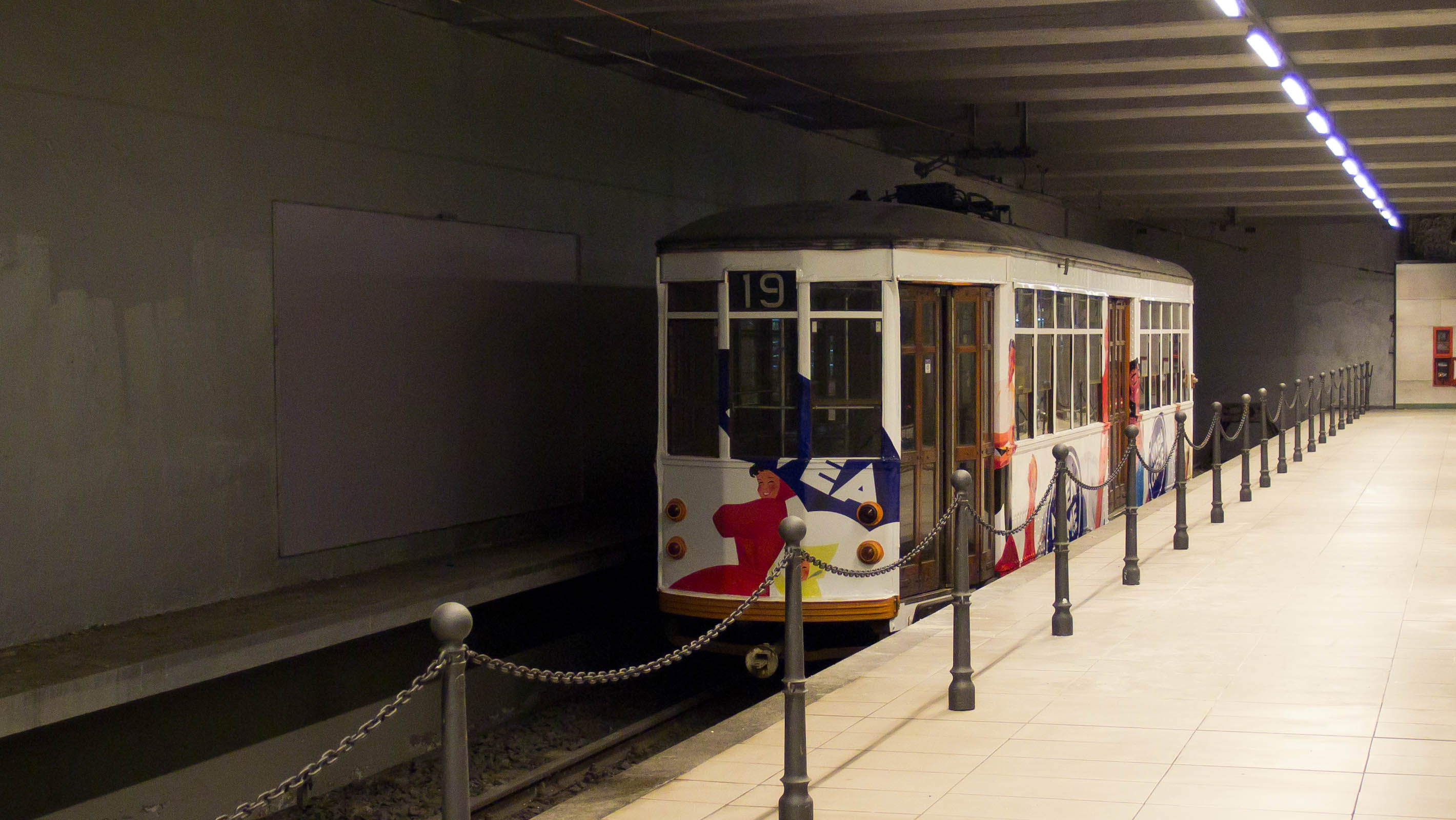
Een tentoongestelde tram in de oostelijke spoorbak op 30 mei 2011
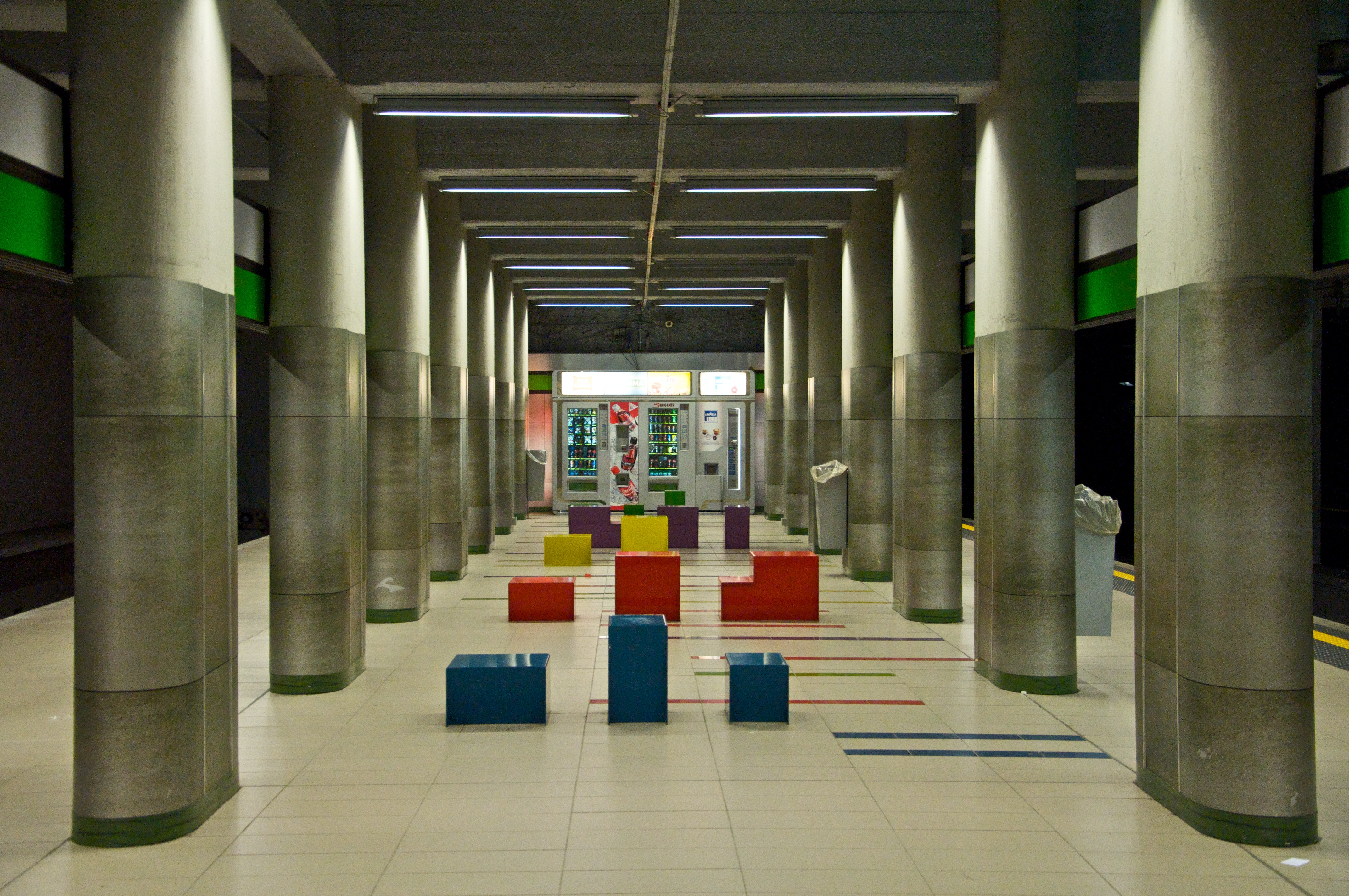
De gekleurde blokken op het perron